# Alpheias barcalis
Alpheias barcalis är en fjärilsart som beskrevs av Émile Louis Ragonot 1890. Alpheias barcalis ingår i släktet Alpheias och familjen mott. Inga underarter finns listade i Catalogue of Life.